# Европейска квалификационна рамка
Европейската квалификационна рамка (ЕКР) е обща рамка за връзка между отделните национални квалификационни системи. По този начин се осигурява по-добро разбиране на придобитите квалификации. Целта на този проект е да се улесни мобилността в рамките на Европейския съюз, а също така и да се насърчи обучението през целия живот.

## Причини за създаването
Инициативата за създаване на европейската квалификационна рамка е поставена от ръководителите на правителствата на страните от Европейския съюз, на срещата им в Брюксел през март 2005 г. Нуждата от нея е обусловена от огромните различия между квалификационните системи в отделните страни-членки на ЕС, което от своя страна възпрепятства мобилността и изисква допълнително признаване на квалификациите от дадена страна. Самата ЕКР е създадена през 2008 cг., а до 2010 cг. институциите в държавите членки на ЕС са имали задължението да приведат своите квалификационни системи в съответствие с нея. От 2012 cг. във всички издавани дипломи и сертификати трябва да има официална препратка към съответното ѝ ниво.

## Цели и развитие
Основните цели на тази обща рамка са увеличаването на прозрачността и насърчаването на взаимно доверие. По този начин ще се създадат условия за обвързване на различните национални квалификационни рамки, което от своя страна ще благоприятства мобилността и ще премахне нуждата от допълнително признаване на квалификациите на гражданите на Европейския съюз. С Решение № 96 на Министерския съвет от 02.02.2012 г. е създадена Национална квалификационна рамка на Република България в съответствие с изискванията на общоевропейската, като обхваща цялата всички нива на квалификации в образователната система

## Нива на квалификация
Рамката трябва да бъде широко приложима и достоверна. Ето защо тя съдържа осем нива на квалификация. Нивата от първо до четвърто съответстват на общо и професионално образование, ниво пет отговаря на квалификация придобита в професионален колеж или следдипломна квалификация, а нивата от шесто до осмо обхващат придобитите в системата на висшето образование квалификации.